# トーマス・ジョナサン・バーリル

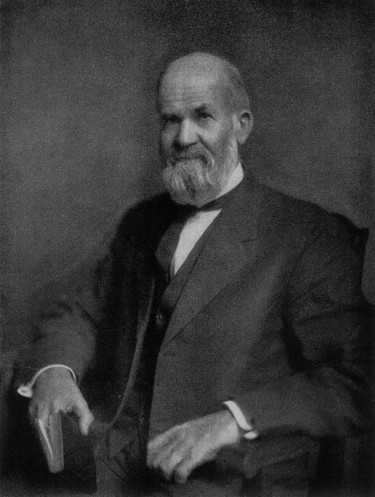
Thomas Jonathan Burrill (1839-1916).

トーマス・ジョナサン・バーリル（英: Thomas Jonathan Burrill、1839年4月25日 – 1916年4月14日）は、アメリカ合衆国の植物学者である。植物病理学の分野で、ナシの火傷病の原因である細菌、Erwinia amylovora（バーリルはMicrococcus amylovorusと名づけた）を発見した。

## 略歴
マサチューセッツ州のピッツフィールドで生まれた。9歳の時イリノイ州に移った。イリノイ州立大学ノーマル校を1865年に卒業し、2年間学校の監査員として働いた後、1867年にイリノイ州立自然史博物館の学芸員のジョン・ウェズリー・パウエルに選ばれてロッキー山脈やグリーン川とコロラド川周辺の学術探検に参加した。コロラド州の探検から戻った後、助教授として数学を教え始め、すぐに植物学を教えるようになり、1870年までに教授に昇進した。1868年にイリノイ大学の植物学、農学の教授となりその職を続け、1882年に副学長を務めた.。

## 著作
- A bacterial disease of corn. Champaign [Ill.]: University of Illinois Agricultural Experiment Station, 1889.
- Fire blight: the foundation of phytobacteriology / selected papers of Thomas J. Burrill, Joseph C. Arthur and Merton B. Waite; edited, with introductory and concluding essays, by Clay S. Griffith, Turner B. Sutton and Paul D. Peterson. St. Paul, Minn.: APS Press, c2003